# Lascar (vulcão)
O Vulcão Lascar é um vulcão ativo localizado no Deserto do Atacama, no Chile, com 5.592 m de altitude.
A sua última erupção aconteceu em 18 de abril de 2006 e há uma permanente fumaça ou fumarola que sai constantemente de sua cratera, e pode ser vista desde San Pedro do Atacama alguns quilômetros de distância.
Por estar ativo em nível intenso, ao escalá-lo requer-se aclimatação prévia e equipamento próprio, alem de autorização das autoridades chilenas.

Mas o esforço compensa pois permite a observação da gigantesca cratera com 750 metros de diâmetro e 300 metros de profundidade e uma bela vista do local. Recomenda-se ir com guia especializado e máscaras contra gases.

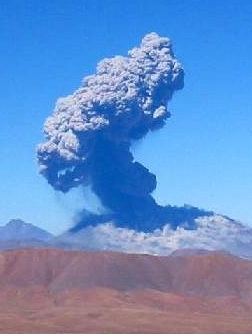
Lascar em erupção em 2006.